# Luginger See
Luginger See är en sjö i Österrike.   Den ligger i förbundslandet Salzburg, i den centrala delen av landet, 250 km väster om huvudstaden Wien. Luginger See ligger 550 meter över havet.
Omgivningarna runt Luginger See är en mosaik av jordbruksmark och naturlig växtlighet. Runt Luginger See är det ganska tätbefolkat, med 239 invånare per kvadratkilometer.